# Siklósi Csaba
Siklósi Csaba (Sopron, 1974. július 1. –) magyar labdarúgó. Pályafutását a Soproni SE csapatánál kezdte. Az összes korosztályos csapatban megfordult, majd a Debreceni VSC felnőtt csapatban is egy ideig meghatározó szerep jutott neki.